# Gradac (Brus)
Pour les articles homonymes, voir Gradac.
Gradac (en serbe cyrillique : Градац) est un village de Serbie situé dans la municipalité de Brus, district de Rasina. Au recensement de 2011, il comptait 136 habitants.

## Démographie
| 1948 | 1953 | 1961 | 1971 | 1981 | 1991 | 2002 | 2011 |
| ---- | ---- | ---- | ---- | ---- | ---- | ---- | ---- |
| 154  | 173  | 185  | 155  | 167  | 143  | 134  | 136  |

|  |